# Ямада Горо
Ямада Горо (яп. 山田 午郎, 3 березня 1894, Фукусіма — 9 березня 1958) — японський футболіст, що грав на позиції півзахисника.

## Клубна кар'єра
Грав за команду Tokyo SC.

## Кар'єра тренера
У 1925 року Ямада став головним тренером збірної Японії, якою мав керувати на Far Eastern Championship Games 1925.